# Тодор Грънчаров
Тодор Грънчаров е български политик, кмет на град Фердинанд през периодите: (1911–1920), (1920–1923), (1924–1926).
Сред най-дългогодишните кметове на града, управлявал почти десетилетие и половина. Времето на неговото управление съвпада с периода на войните за национално освобождение и обединение на България.

## Биография
Роден е в с. Кутловица през 1868 г. Неговите прародители са преселници от село Гинци и се занимавали с грънчарство. Завършва четвърто отделение, постъпва като младши писар, а през 1898 г. е секретар на общинското управление. Тодор Грънчаров умира през 1943 г. в гр. Фердинанд на 75-годишна възраст. С решение на Общинския съвет на Монтана от 7 ноември 2002 г. е именувана улица в района на „Парта“-2 на името на Тодор Грънчаров, а на 21 декември 2017 г. е открит негов паметник-барелеф, в знак на признателност към личността му за развитието на града.

## Политическа дейност
По политически убеждения е „цанковист“ – привърженик на Прогресивнолибералната партия на Драган Цанков. През 1902–1903 г. по време на управлението на Прогресивнолибералната партия е околийски управител последователно на Враца, на Фердинанд и отново на Враца. Многократно е избиран за общински съветник.
За кмет на града е избран на 8 август 1911 г. По време на Балканската и Междусъюзническата война 1912–1913 г. дейността му е насочена към организиране на живота на общината във военно време, председател е на Постоянната реквизиционна комисия. От 12 май до 5 юли 1913 г. градът е пункт за съсредоточаване на армията на България за военни действия срещу Сърбия, а от 5 юли до 5 август е окупиран от румънски войски, които нанасят щети и ограбват имущество на местните учреждения. Предприети са строги мерки за предпазване на населението от заразни болести – холера, чума, скарлатина, дезинтерия и тифус. Създадена е комисия от кмета за раздаване на храна и дърва на семействата на мобилизираните войници, определени са цените на брашното и дървата за населението.
Градът е свързан с жп линията Бойчиновци-София през 1912 г. През 1914 г. е одобрен благоустройствен правилник на града за осъществяване на градоустройствената дейност и е извършено проучване на изворното място край града за водоснабдяване.
По време на Първата световна война е създадена комисия за събиране на хранителни припаси и вещи, реквизирани са волски коли и коне за частите на армията. Преустройва се дезинфекционата станция за баня, открит е първи клас на Фердинандската непълна гимназия – 1915–1916 учебна година.
През периода (1920–1923 г.) се преодоляват трудностите по осигуряване на прехрана за населението и настаняване на бежанците. Градоустройствената дейност и благоустрояването се извършват с участие на населението чрез формите на трудовата повинност. Открита е телефонна служба за междуградски разговори и първият телефонен градски пост, поставено е начало на електрификацията (1920 г.), Търговско училище (1921 г.), първият кинематограф и първите футболни състезания в града (1922 г.).
През третия мандат (1924–1926 г.) е построен вторият етаж на гимназията (дн. Първо основно училище), градската община става член на Съюза на българските градове (1926 г.).
Управлението на Тодор Грънчаров е осъществено в забележителен период от националната ни история – периодът на войните за национално освобождение и обединение на България. Макар и далеч от фронтовете на бойните действия, кметът и общинският съвет спомагат със своя труд и с грижите си за оцеляване на населението, за осигуряване на войската и допринасят за защитата на независимостта и обединението на Родината.